# 足尾町立本山小学校
足尾町立本山小学校（あしおちょうりつ ほんざんしょうがっこう）は、かつて栃木県上都賀郡足尾町（現在の日光市）にあった公立小学校。松木川の右岸にある。

## 歴史

### 私立学校時代

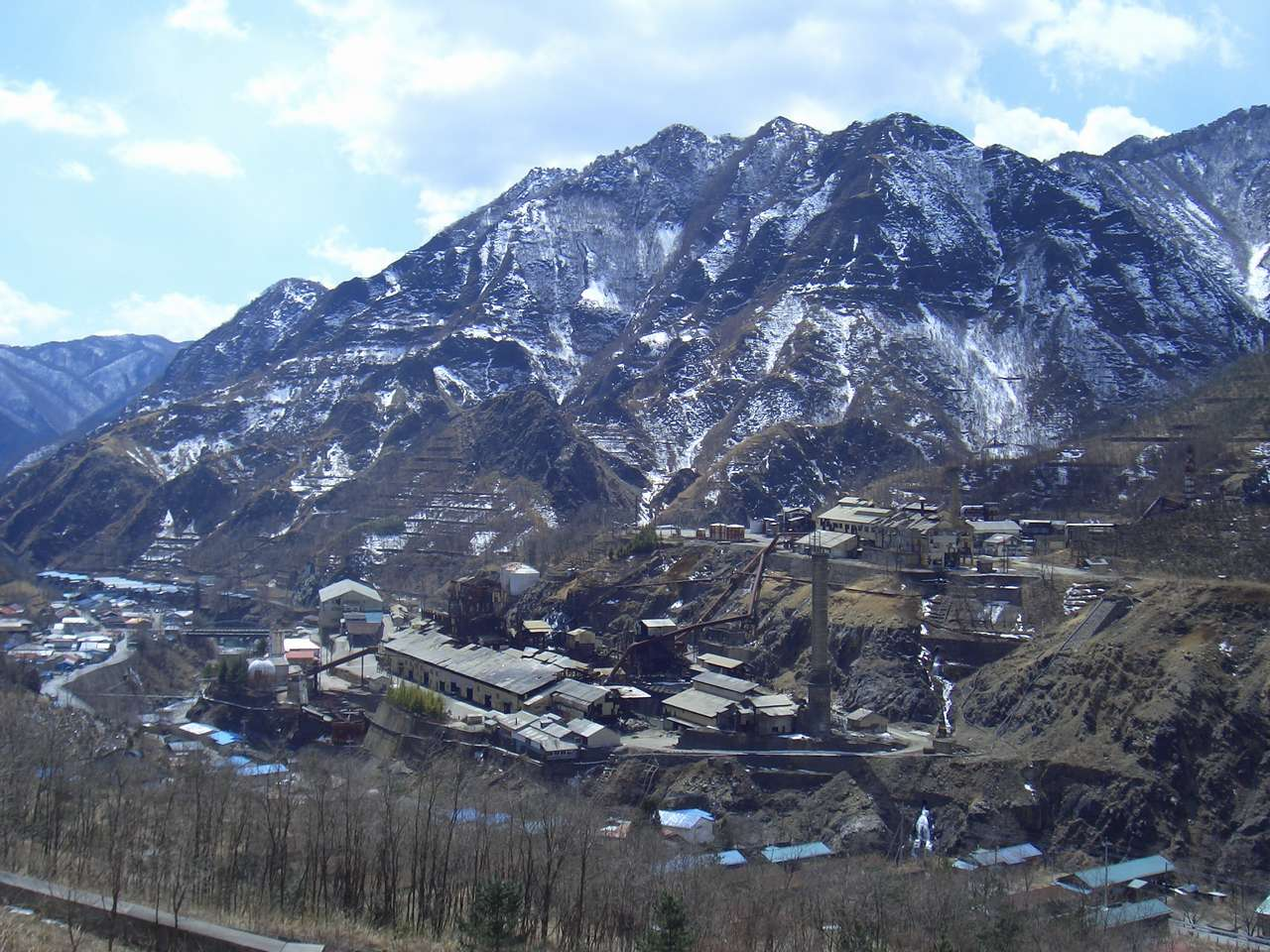
足尾銅山

足尾町は足尾銅山の鉱山町として栄えた町である。1892年（明治25年）6月10日、足尾町福長屋に学校が創立され、1895年（明治28年）に私立小学校として認可された（私立古河足尾銅山尋常高等小学校）。
1908年（明治41年）1月に上間藤の現在地に校舎を新築して移転した。古河足尾銅山尋常高等小学校の校長を務めた松本生太は後に鎌倉女子大学を創設している。1914年（大正3年）には上校舎に3教室を増築し、1916年（大正5年）2月には下校舎2棟を2階建に改築し、1918年（大正7年）3月には上校舎に接続する2階建校舎を増築した。
1939年（昭和14年）7月11日には豪雨で上校舎が倒壊・埋没したため、1940年（昭和15年）10月19日には下校舎に4教室を増築し、埋没した場所に講堂を建設した。1941年（昭和16年）4月1日、国民学校令によって私立足尾銅山本山学校に改称した。

### 公立学校時代
戦後の1947年（昭和22年）4月1日、国民学校令の廃止とともに足尾町に移管され、足尾町立本山小学校に改称した。掛水の足尾駅の駅前通りより北が本山小学校の学区、駅前通りより南が足尾町立足尾小学校の学区である。
2005年（平成17年）3月には足尾小学校に統合されて閉校となった。2016年（平成28年）11月29日、戦前竣工の講堂が「旧本山小学校講堂」が登録有形文化財に登録された。